# Elisabeth Kelly

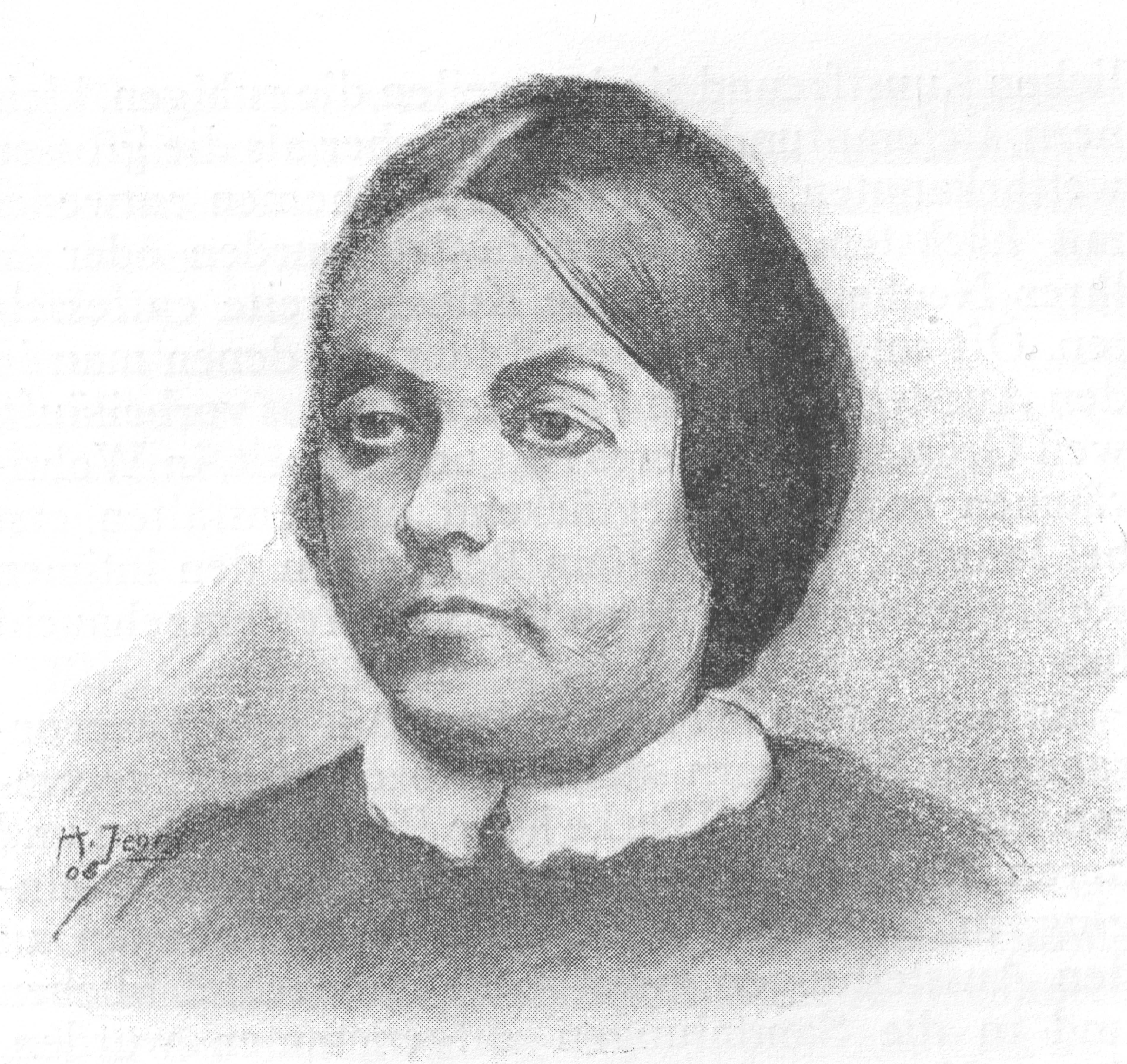
Elisabeth Kelly (Illustration aus dem St. Gallischen Jahrbuch 1942)

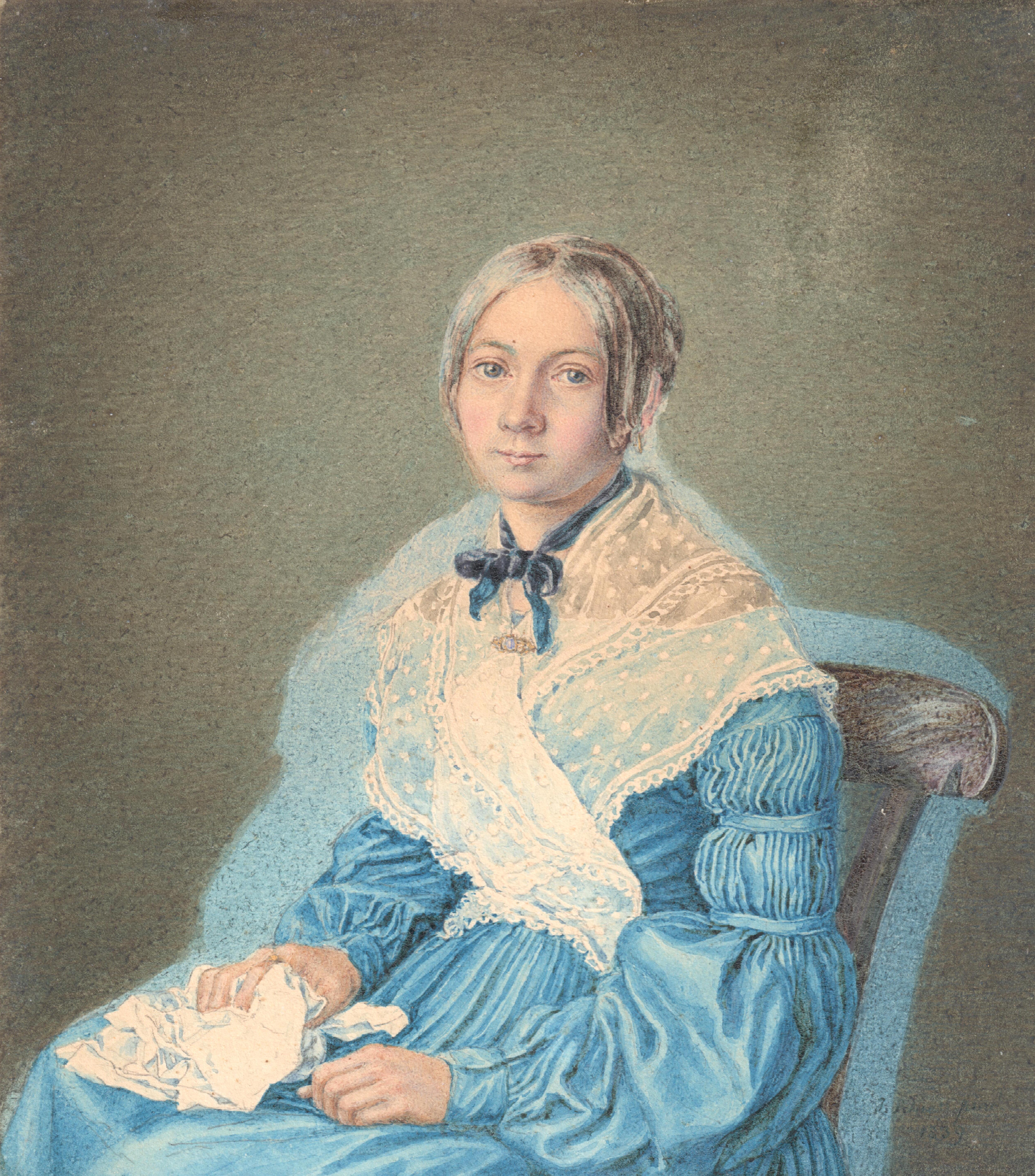
Aquarell von Johannes Schiess

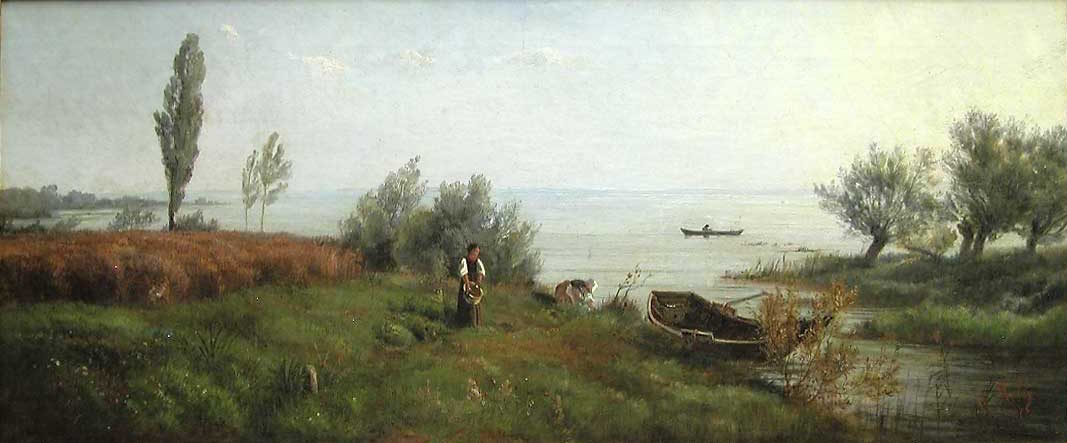
Hornbach Mündung in den Bodensee, Ölgemälde (1876)

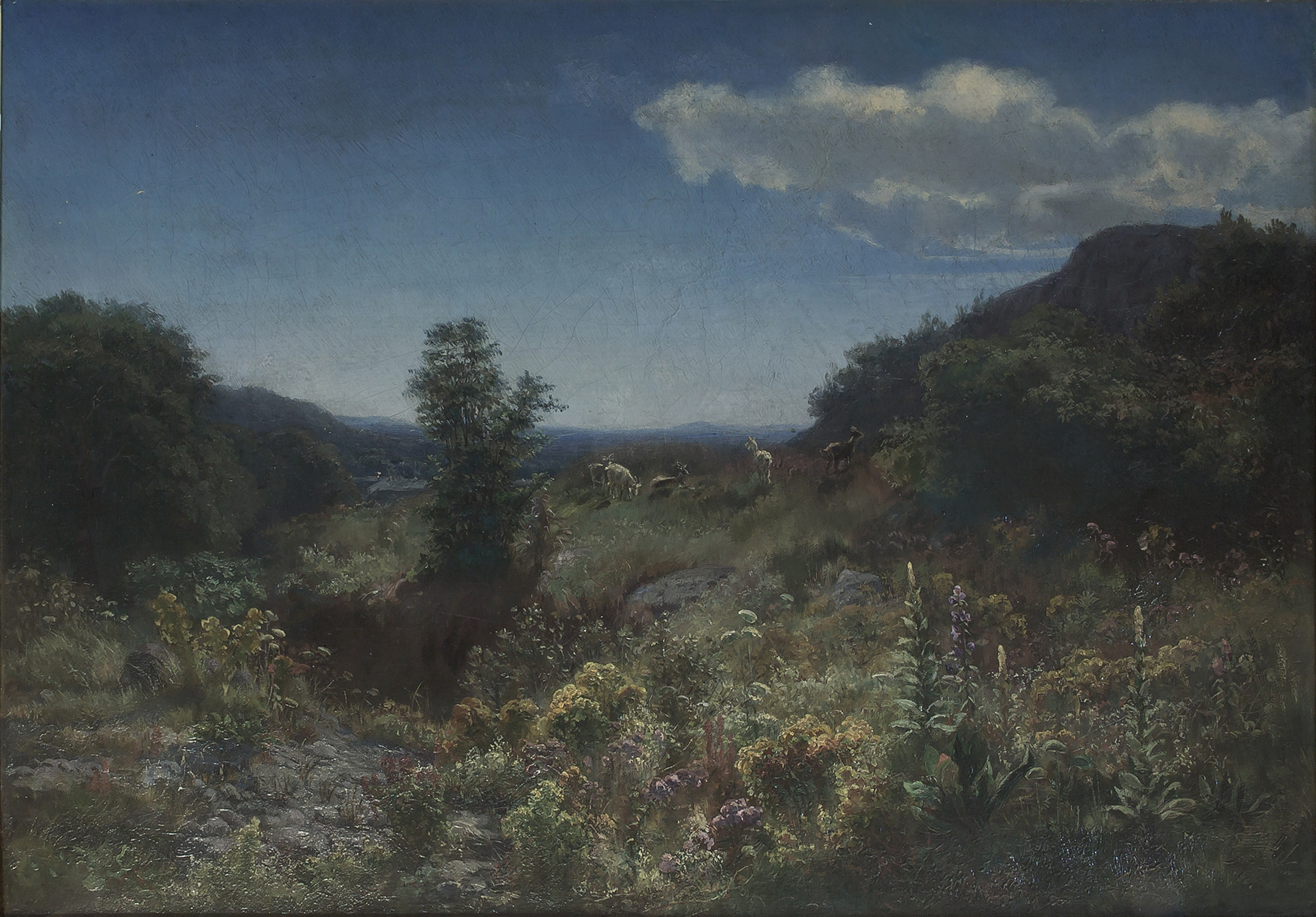
Ziegenweide, Ölgemälde

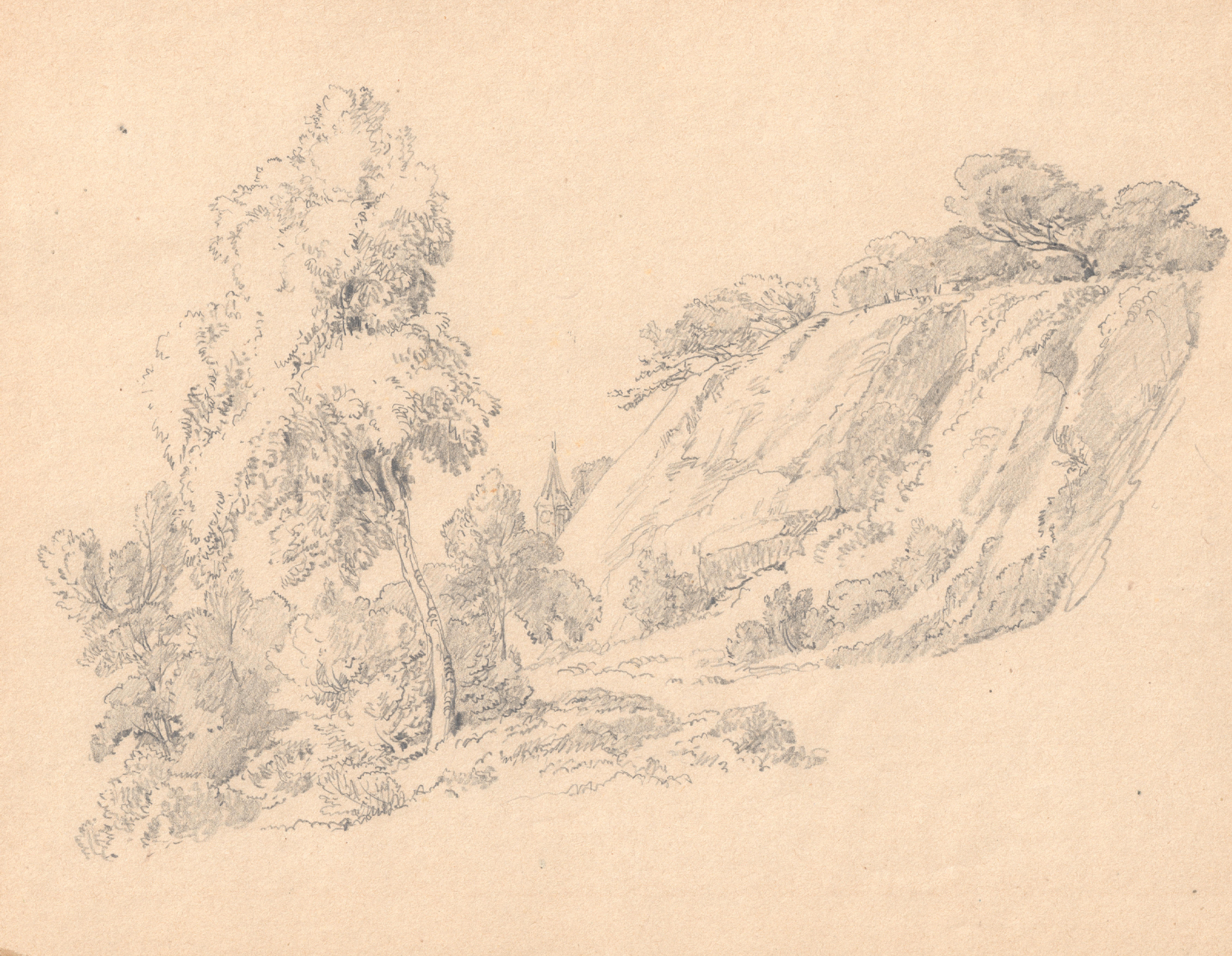
Bleistiftstudie

Baumstudie, Bleistiftzeichnung

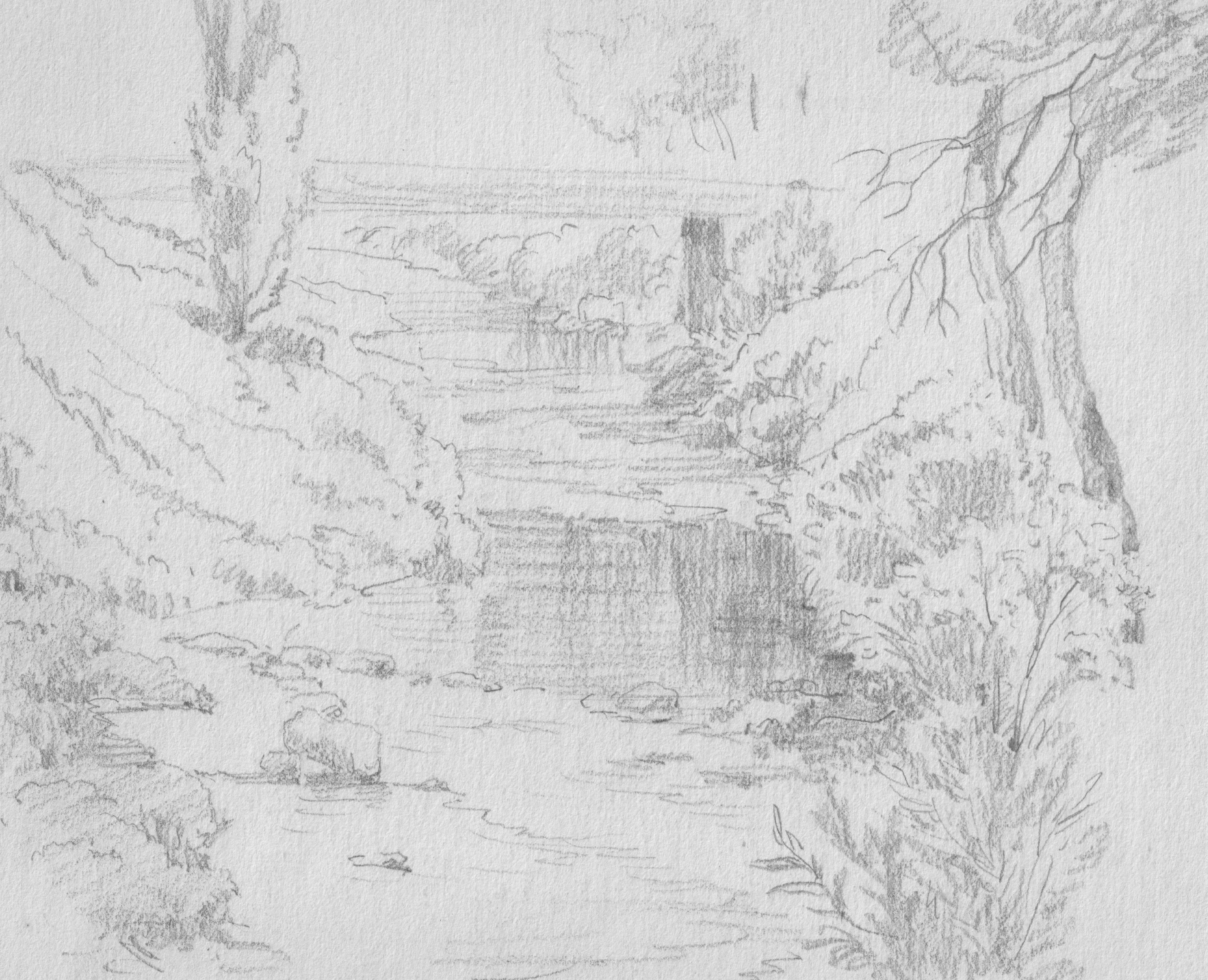
Studie Bächlein, Bleistiftzeichnung

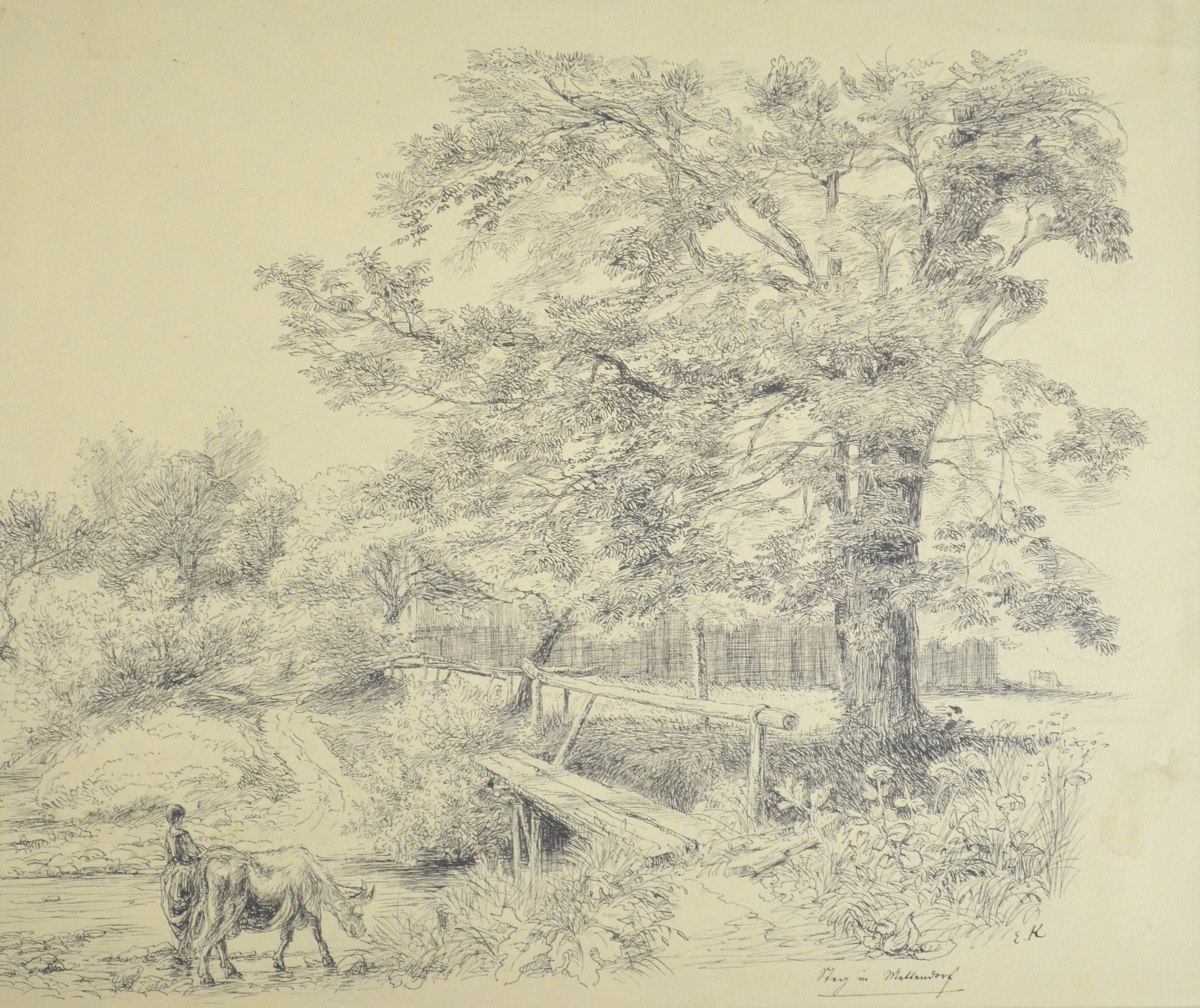
Am Bach in Mettendorf, Tuschzeichnung

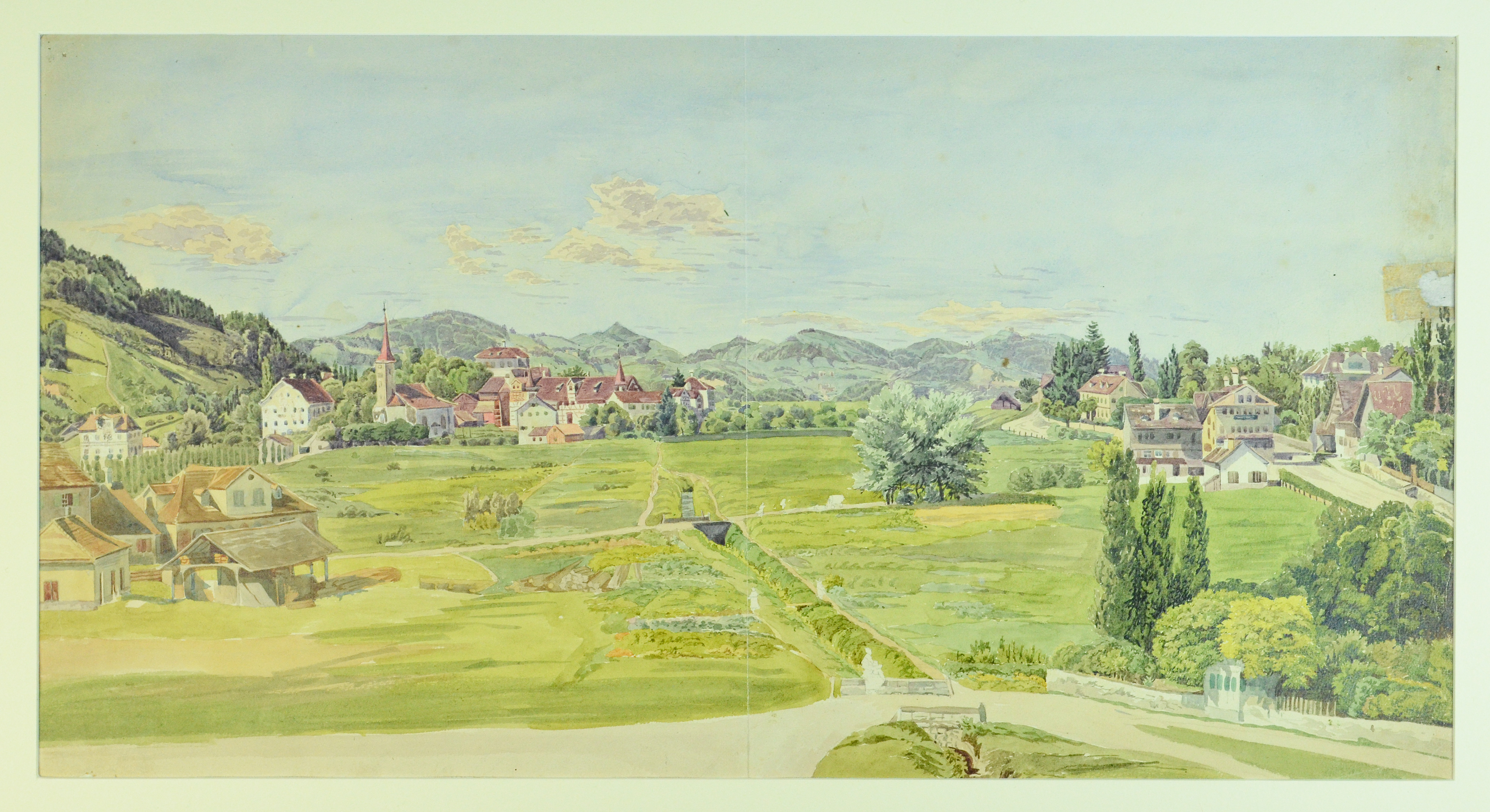
Blick über die Guggisbleiche in Richtung St. Leonhard, St. Gallen, Aquarell

Elisabeth Kelly (* 10. April 1825 in St. Gallen; † 1. Mai 1890 ebenda; eigentlich: Anna Elisabeth, genannt Nette) war die erste bekannte St. Galler Malerin. Sie malte hauptsächlich in Öl, war aber auch eine geschickte Zeichnerin und Aquarellistin. Bekannt sind Radierungen, die sie nach ihren eigenen Ölbildern schuf.

## Leben
Die Künstlerin wurde in St. Gallen geboren, wo sie auch aufwuchs und wohnte. Die Sommermonate verbrachte sie jeweils mit der Familie im Park in Mettendorf, einem Ortsteil von Gossau, wo ihr Vater eine Türkischrotfärberei und -druckerei betrieb. Hier entstanden auch viele frühe Aquarelle und Zeichnungen. In späteren Jahren war sie oft Gast bei ihrer Schwester Marie Billwiller-Kelly im Hause Waldegg in Tübach.
Zusammen mit ihren Schwestern Marie und Henriette erhielt sie eine gutbürgerliche Ausbildung. Für das perfekte Erlernen der französischen Sprache stellte der Vater eine Hauslehrerin aus dem Kanton Neuenburg an. Die konservative, royalistische Dame hiess Laure Monnet. Von ihr existiert ein Portrait von Jean Mieg, 1791–1862, einem Maler aus Mühlhausen.
Ersten Unterricht im Zeichnen und Aquarellieren erhielten sie von Karl Friedrich Bartholome Fehr und später vom Aquarellisten Johannes Schiess von Herisau. Ein weiterer Lehrer war Johann Wilhelm Schirmer. 
Kelly malte wiederholt mit Emil Rittmeyer, Gottlieb Bion und Johann Gottfried Steffan. Eine Zeit lang arbeitete sie auch unter der Aufsicht von Rudolf Koller.
Ab 1854 nahm sie regelmässig an den jährlichen Kunstausstellungen des Kunstvereins St. Gallen teil. Kelly war Ehrenmitglied des St. Gallischen Kunstvereins. Dies war sie aber nur deshalb, weil der Verein damals nach seinen Statuten noch keine Damen aufnehmen konnte.
Ihre jüngere Schwester, Judith Henriette Kelly (1826–1883), begleitete Elisabeth oft bei ihrer Ausbildung im In- und Ausland. Die beiden Schwestern unternahmen auch etliche gemeinsame Studienreisen. Judith Henriette war weniger erfolgreich. Von ihr sind kaum zuordenbare Werke vorhanden.

## Werk
Elisabeth Kelly malte Landschaften aus ihrer Umgebung. Erhalten sind viele Ölbilder vom Ufer des Bodensees, besonders des Untersees bei Ermatingen. Andere zeigen den Walensee und die Genferseelandschaft bei Clarens VD. Oft werden einzelne Personen oder eine kleine Gruppe Menschen als eine Art Staffage in das Landschaftsbild eingesetzt. Frühe Bilder sind verhalten, eher dunkel gemalt, spätere Werke sind mit mehr Licht durchflutet.
Das Kunstmuseum St. Gallen und das Historische Museum St. Gallen besitzen etliche Werke der Künstlerin. Viele Bilder sind nicht signiert und datiert. 
Die Kunsthistorikerin Dora Fanny Rittmeyer vermutet deshalb, dass viele Werke in der Folge anderen Künstlern zugeordnet wurden. Kleinere Ölbilder hat die Künstlerin oft mit ihren Initialen E.K. in roter Farbe versehen. Dank der Recherche von Rittmeyer besitzen wir aber ein gutes, wenn auch nicht vollständiges Werkverzeichnis.